# Constantin Gogu
Constantin Gogu (n. 30 mai 1854, Câmpulung – d. 30 ianuarie 1897, Craiova) a fost un matematician român, astronom, membru corespondent (1889) al Academiei Române. A avut lucrări privind mișcarea Lunii; studii asupra variației gravitației cu latitudinea; s-a numărat printre membrii fondatori ai Societății Române de Științe, al cărei prim președinte a fost, în 1897; membru corespondent al Academiei Române.

## Biografie
A urmat cursurile primare în orașul natal și obține bacalaureatul în 1873 și apoi se înscrie la Facultatea de Științe din București.
În 1877 pleacă la Paris, ca bursier, unde, în anul următor, obține licența în matematică.
În perioada 1879 - 1881 urmează cursuri de astronomie în capitala franceză, iar în 1882 obține doctoratul în matematică.
În perioada 1887 - 1890 este profesor de geometrie analitică la Universitatea din București și la Școala de Poduri și Șosele.
Apoi este profesor la Școala de Ofițeri de Artilerie și Geniu, la Școala de Arhitectură și la Seminarul Nifon.

## Activitate științifică
În teza de doctorat din 1882 a prevăzut studiul inegalităților de lungă perioadă în mișcarea Lunii, datorită acțiunilor perturbatoare ale lui Marte.
A arătat cauzele erorii lui John N. Stockwell în calculul coeficientului de inegalitate lunară și corectitudinea calculelor lui Boris Delaunay, teză citată în mai multe lucrări de mecanică cerească.
Bazat pe calcule laborioase, determină cu precizie coeficientul de perturbare a mișcărilor Lunii, concluzii care ulterior au fost omologate de comunitatea științifică.

## Scrieri
- 1882: Sur une inégalité lunaire période due à l'attraction perturnatrice de Mars et dépendent de l'argument..., teza sa de doctorat, publicată în "Annales de l'Observatoire de Paris";
- Curs de geometrie analitică;
- 1844: On the numerical value of the coefficient due to the action of Mars, lucrare apărută în "Monthly of the Royal Astronomy Society", Londra.

Lucrările lui Constantin Gogu sunt citate în: Cours de Mécanique céleste al lui Félix Tisserand (1894) și în Encyclopedie der mathematischen Wissenschaften.